# Lagerführer
Lagerführer (Kampleider) was een paramilitaire titel van de SS, specifiek bedoeld voor de concentratie- en vernietigingskampen van de Totenkopfverbande. Een Lagerführer was een hoge SS-officier die een bepaald gedeelte van het concentratiekamp was toegewezen, hij was tevens kampcommandant van dat gedeelte van het kamp.
De term Lagerführer was verschillend en afzonderlijk van de positie van Kommandant. Lagerführers waren tewerkgesteld in de kampcomplexen, waar een hoofdkamp verdeeld was in één of meerdere kleinere kampen. Het meest herkenbare voorbeeld hiervan was het Auschwitz commando en controlesysteem, waarin één enkele Kommandant de activiteiten overzag van drie ondergeschikte (Lagerführers), elk weer afzonderlijk leidinggevend aan één of drie concentratiekampen.
De titel Lagerführer werd niet gebruikt om commandanten van ”sub-kampen” mee aan te duiden. De sub-kampen werden beschouwd als satelliet werkgebied van één concentratiekamp, toezicht werd gedaan door een senior SS-onderofficier of een junior SS-officier. Die op hun beurt weer verantwoording aflegden aan hun eigen Lagerführer of aan de kampcommandant.